# Myrcianthes pungens

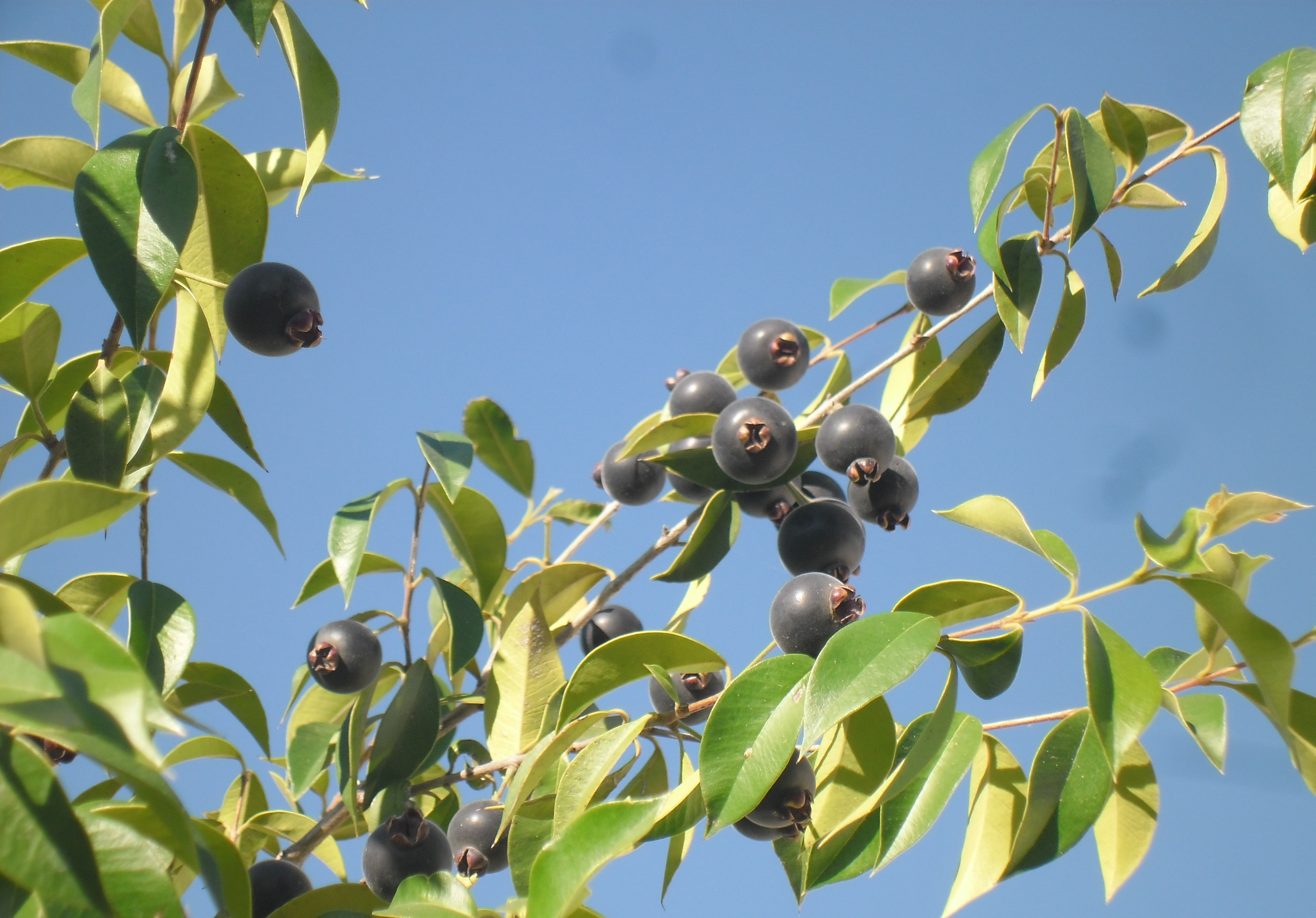
Blätter und Früchte

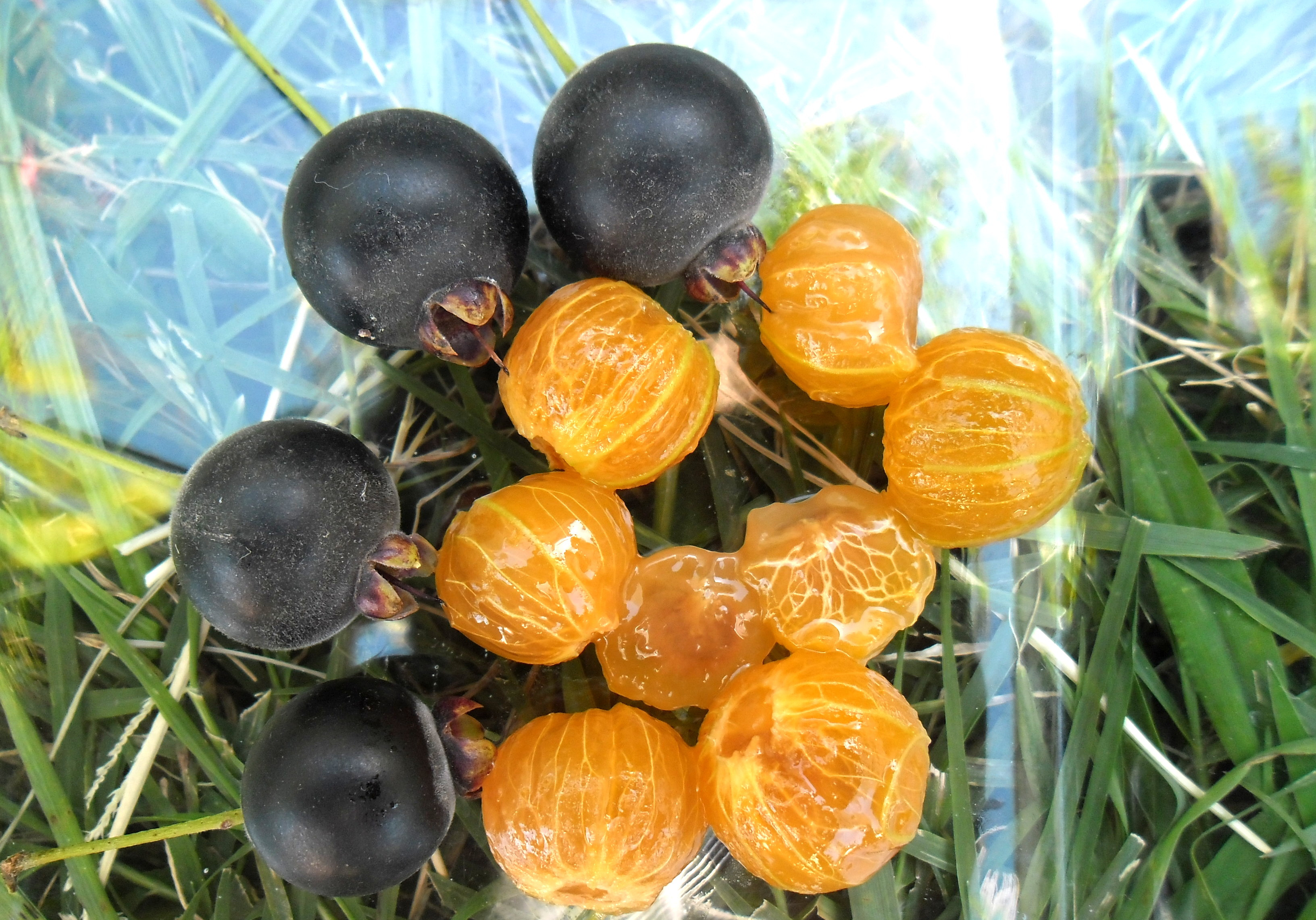
Früchte

Myrcianthes pungens ist ein Baum in der Familie der Myrtengewächse aus dem nördlichen Argentinien, Paraguay, Bolivien, Uruguay bis ins südlichere und zentrale Brasilien. Er ist bekannt als Guabiju, Guaviyu oder Guabira.

## Beschreibung
Myrcianthes pungens wächst als halbimmergrüner, recht langsamwüchsiger Baum mit dichter und breiter Krone bis etwa 20 Meter oder mehr hoch. Der Stammdurchmesser erreicht 40–60 Zentimeter. Der oft etwas verdrehte Stamm ist oft geriffelt oder knorrig. Die öfters abblätternde Borke ist gräulich-braun bis gräulich und relativ glatt.
Die einfachen und kurz gestielten, ledrigen, steifen, fast kahlen Laubblätter sind gegenständig. Der kurze, oft rinnige Blattstiel ist bis 8 Millimeter lang. Die unterseits helleren Blätter sind eiförmig, -lanzettlich bis elliptisch, lanzettlich, ganzrandig sowie bis 7,5 Zentimeter lang, bis 3,5 Zentimeter breit und an der Spitze rundspitzig bis spitz oder bespitzt bis zugespitzt sowie (fein)stachelspitzig. Die Nervatur ist gefiedert, mit oberseits leicht eingeprägter Mittelader und etwas undeutlichen Seitenadern.
Die Blüten erscheinen achselständig und meist einzeln oder seltener zu wenigen (3) in dichasien. Die unangenehm riechenden, zwittrigen und grün-weißlichen, vierzähligen, (wenn einzeln; 2,5–3,5 Zentimeter lang) gestielten, kleinen Blüten besitzen eine doppelte Blütenhülle. Es sind kleine, meist abfallende Deck- und Tragblätter ausgebildet. Die breit-eiförmigen, grünen Kelchblätter, am kleinen, dicht behaarten Blütenbecher, sind etwa 5–6 Millimeter lang. Die bespitzten Petalen sind 7 Millimeter lang. Es sind viele lange und freie Staubblätter an einem viereckigen „Staubblattkissen“ vorhanden. Der zweikammerige Fruchtknoten ist unterständig mit einem relativ kurzen Griffel und kleiner, kopfiger Narbe.
Es werden kleine, rundliche, schwärzliche und glatte, schwach bis leicht fein behaarte, etwa 1,3–2,5 Zentimeter große, ein- bis zweisamige Früchte, Beeren (Scheinfrucht) mit den schnabeligen Kelchzipfeln und Griffelresten an der Spitze gebildet. Die bräunlichen, leicht nierenförmigen und etwas abgeflachten, glatten Samen, mit dünner, papieriger Samenschale, sind 5–10 Millimeter groß. Die großen Kotyledonen sind grünlich.

## Verwendung
Die süßen und saftigen, traubenähnlichen Früchte mit orangem Fruchtfleisch und angenehmem Geschmack sind essbar. Sie werden roh oder gekocht verwendet.
Das beständige und sehr schwere Holz wird für verschiedene Anwendungen genutzt.